# Artesanos de la Paz

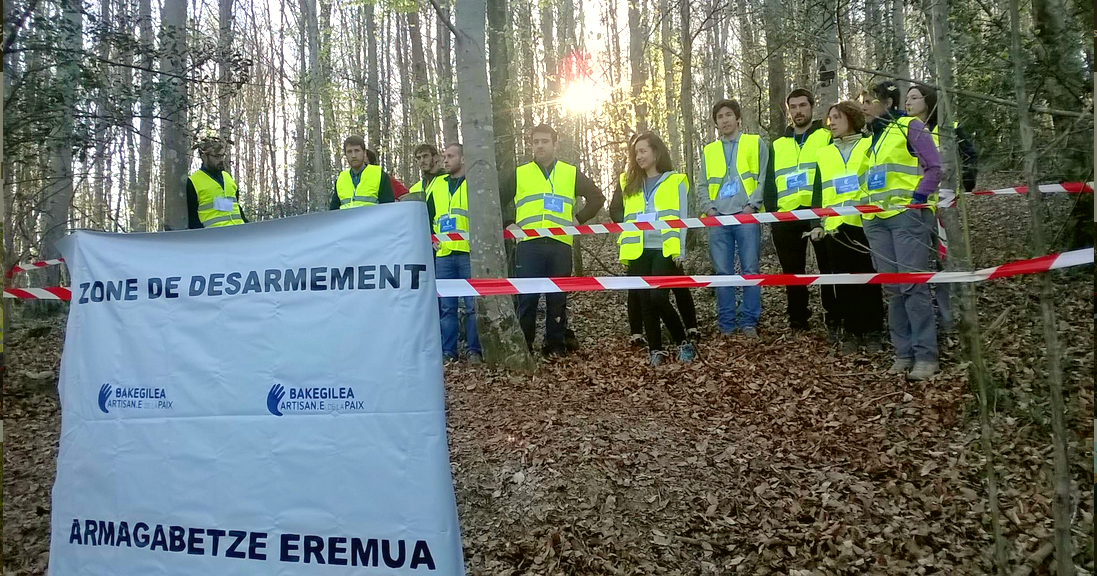
Los Artesanos de la Paz trabajaron como mediadores para lograr el desarme de la banda separatista ETA. En la imagen, algunos de ellos esperan la llegada de la policía francesa a uno de los depósitos de armas. Un total de 172 artesanos permanecieron junto a los depósitos como custodios y observadores. (08/04/2017)

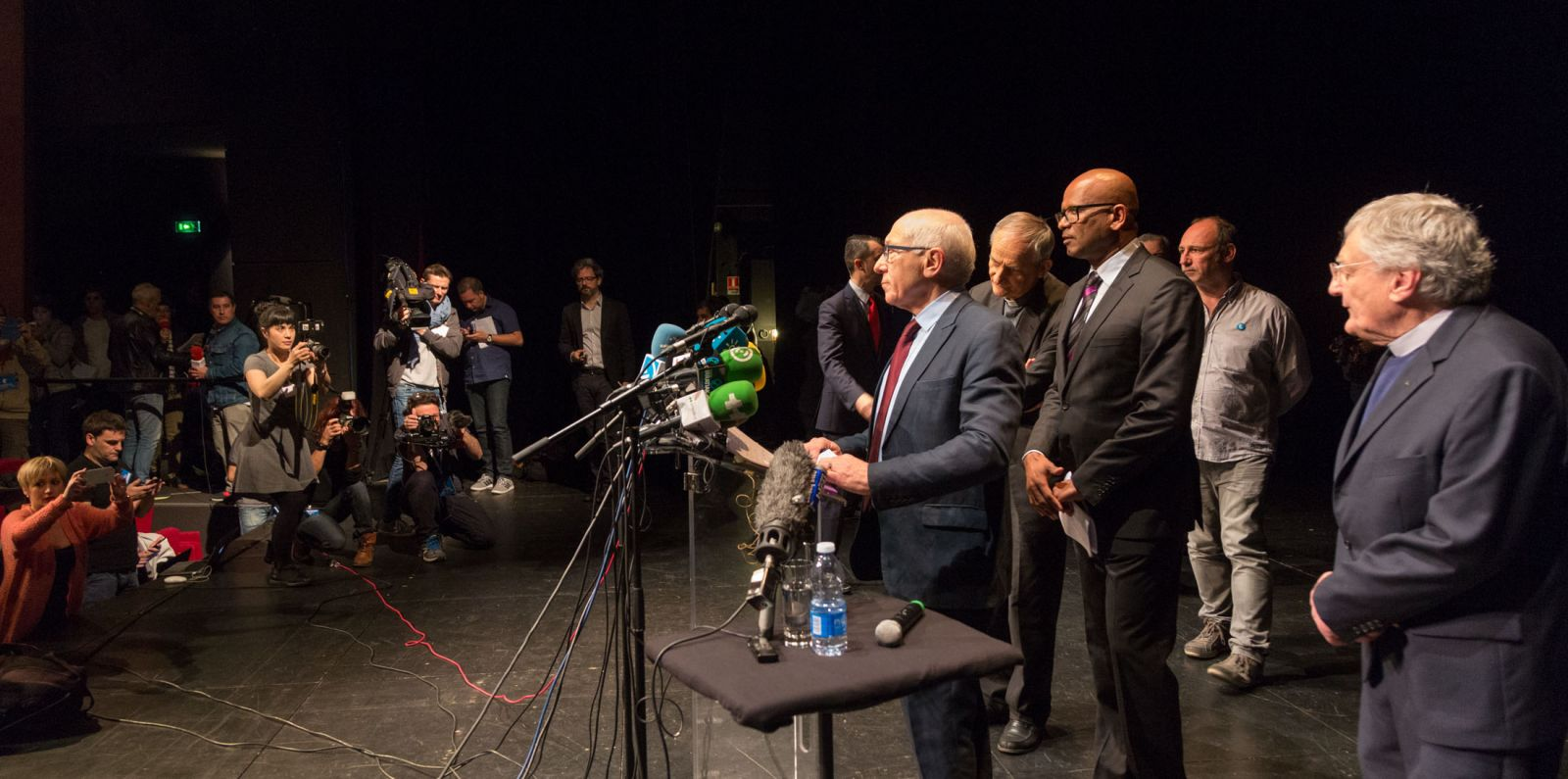
Rueda de prensa en Baiona, 8 de abril de 2017

Artesanos de la paz (francés: Artisan de la paix, euskera: Bakearen artisauak) es un grupo de activistas y sindicalistas del País Vasco francés que saltaron a la fama durante 2016 y 2017 cuando trabajaron como mediadores de paz para lograr el desarme del grupo separatista ETA a través de la desobediencia con el gobierno francés.
En diciembre de 2016, cinco activistas fueron detenidos y liberados cuatro días después. Su activismo se produjo tras el alto el fuego permanente de ETA de 2011 y su anuncio de desarme. Gracias a su labor, el 8 de abril de 2017, ETA publicó la ubicación de sus últimos alijos de armas, ubicados en los Pirineos occidentales, que fueron confiscados por la policía en presencia de los Artesanos de la Paz.

## Los artesanos de la paz
Los miembros son personalidades reconocidas por su trabajo previo como activistas en movimientos medioambientales, sociales y laborales. Las seis personas mencionadas a continuación fueron las primeras en ser conocidas como los "Artesanos de la Paz" en el País Vasco:
- Jean Noel Etcheverry (Txetx Etxeberri): Ecologista y activista en las organizaciones Demo y Bizi.
- Mixel Berhokoirigoin : Expresidente de la Euskal Herriko Laborantza Ganbera (EHLG, puede traducirse como 'Cámara de Agricultura del País Vasco').
- Michel Tubiana : Presidente honorario de la Liga de Derechos Humanos en Francia.
- Beatrice Molle-Haran: Periodista en Mediabask y Radio Euskadi.
- Stéphane Etxegarai: Camarógrafo freelance.
- Mixel Bergouignan: Viticultor de Baigorri.

Todos ellos fueron detenidos el 16 de diciembre de 2016 en Louhossoa/Luhuso, excepto Michel Tubiana, que se ausentó ese día.

## 2011-2016: Alto el fuego de ETA y depósitos de armas

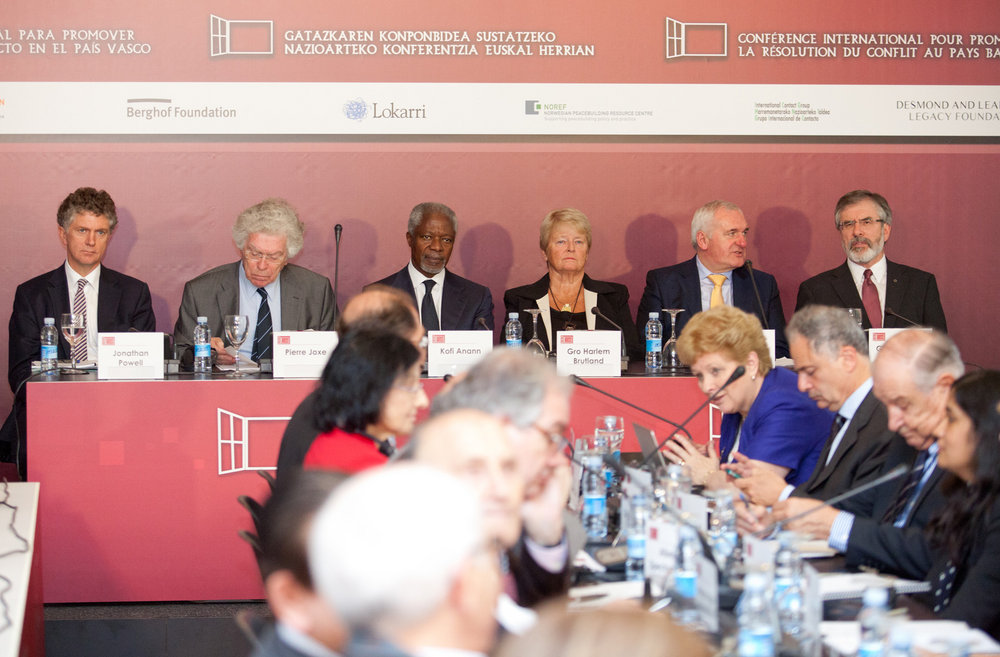
En la Conferencia Internacional de Paz de Donostia-San Sebastián, de izquierda a derecha: Jonathan Powell, Pierre Joxe, Kofi Annan, Gro Harlem Brundtland, Bertie Ahern y Gerry Adams.

El 5 de septiembre de 2010, ETA declaró un nuevo alto el fuego. Un año después, el 17 de octubre de 2011, seis líderes internacionales, entre ellos Kofi Annan, Jonathan Powell, Bertie Ahern, Gro Harlem Brundtland, Pierre Joxe y Gerry Adams, presentaron una hoja de ruta para la resolución del conflicto armado en el País Vasco. Finalmente, tres días después, el 20 de octubre, ETA anunció el cese definitivo de su actividad armada. Desde entonces, el desarme de ETA se convirtió en un objetivo común para la sociedad vasca.
Durante los cinco siguientes años, ETA dio varios pasos hacia su desarme; en febrero de 2014, se entregó una pequeña cantidad de armas al comité internacional de verificación. En julio de 2014, ETA declaró haber desmantelado su estructura militar. Todas estas medidas se llevaron a cabo siempre de forma unilateral, sin acuerdo alguno con los gobiernos español y francés. Durante estos años, estos gobiernos continuaron deteniendo a activistas de ETA, incluyendo en varios casos a miembros de la estructura interna de ETA responsables del propio desarme.
Ante este impasse, tres figuras de la sociedad civil del País Vasco francés contactaron con ETA y se ofrecieron a llevar a cabo el proceso de desmantelamiento de las armas.

## 2016: Artesanos de la Paz arrestados

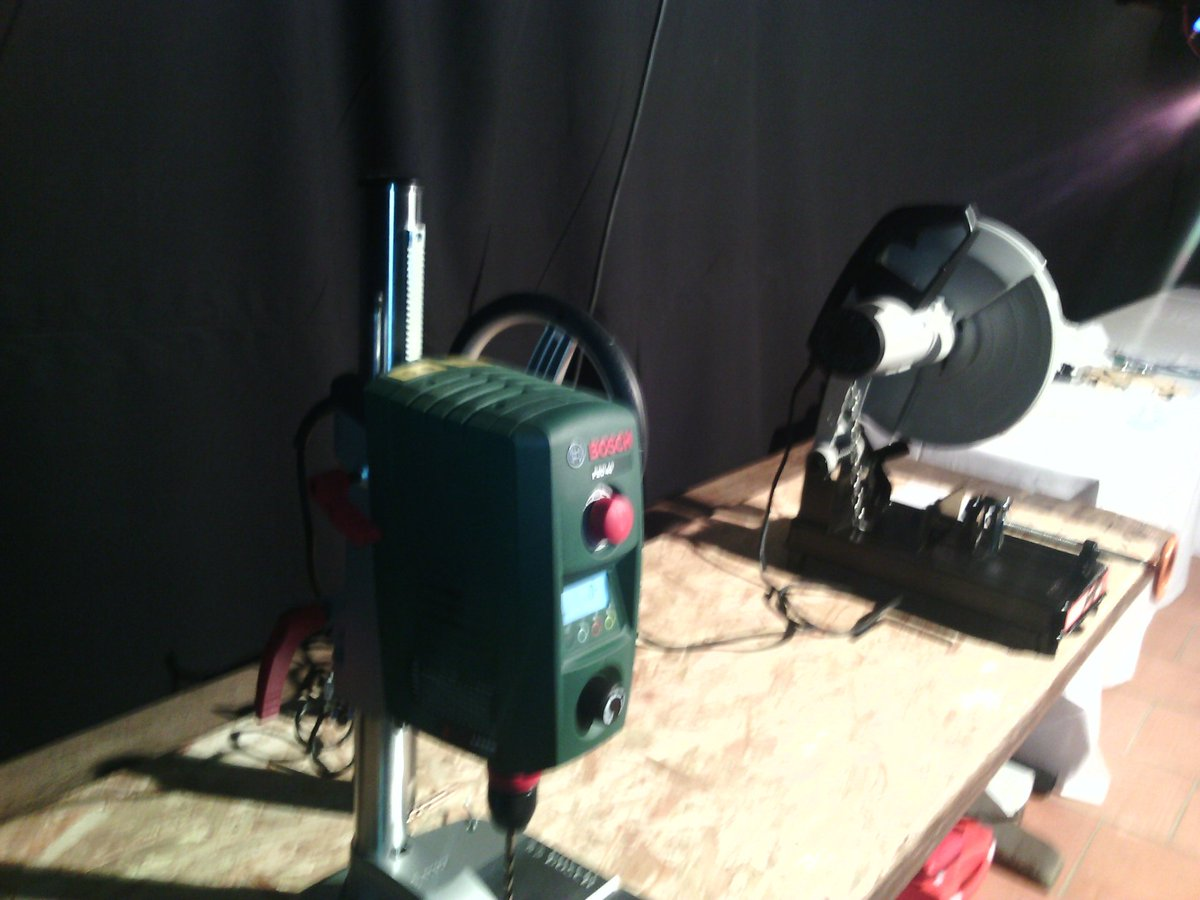
El taller que los Artesanos de la Paz prepararon en el pueblo de Louhossoa/Luhuso para destruir armas de ETA (16/12/2016)

El incipiente proceso de desmantelamiento se frustró el 16 de diciembre de 2016 en Louhossoa/Luhuso, cuando cinco activistas civiles que preparaban la desactivación de una importante cantidad de armas (aproximadamente el 15% del arsenal de ETA) fueron arrestados. Los abogados de los detenidos denunciaron que estaban siendo objeto de una «maniobra política» para frustrar una iniciativa de paz, y afirmaron que, en realidad, planeaban neutralizar las armas para entregarlas a las autoridades.
La operación policial desencadenó protestas en las que miles de personas tomaron las calles de Bayona, Louhossoa/Luhuso, San Juan de Luz/Donibane-Lohizune y San Juan Pie de Puerto/Donibane-Garazi para mostrar su apoyo a los activistas en manifestaciones encabezadas en Bayona por Jean-René Etchegaray, presidente de la Comunidad Municipal Vasca, acompañado por otros 20 diputados, un senador y concejales locales; que declararon su "compromiso inquebrantable con la paz". El 23 de diciembre, más de 600 representantes democráticos del País Vasco francés (de derechas e izquierdas, ecologistas, nacionalistas vascos, etc.) exigieron al gobierno francés "que se implique en el proceso de desarme y en la resolución global". Fue durante esos días que los medios comenzaron a mencionar el nombre de "Artesanos de la Paz".
El siguiente titular resume el sentimiento común de muchos ciudadanos del País Vasco francés: Kafka en la tierra de los vascos: cinco detenidos por destruir el arsenal de ETA. Cuatro días después, el juez los dejó en libertad, imponiéndoles ciertas restricciones, como no reunirse o la obligación de permanecer en Francia. Sin embargo, tres meses después, los pacifistas, junto con decenas de nuevos activistas que se les habían unido, anunciaron a través del periódico Le Monde de París la entrega programada de sus arsenales de armas para el 8 de abril.

## 2017: Desarme en presencia de activistas

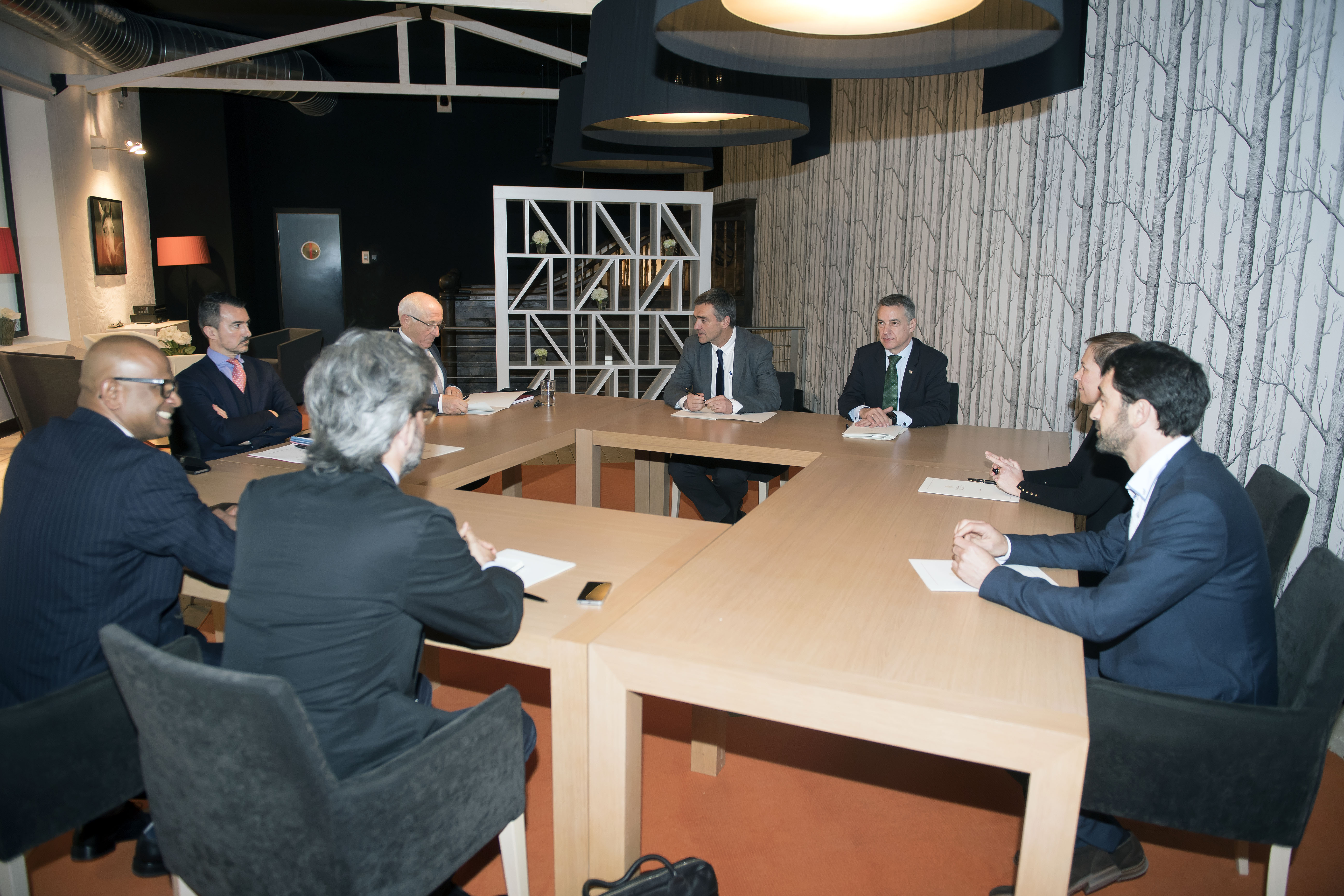
Reunión tripartita de los tres principales representantes institucionales vascos con el mediador de paz Ram Manikkalingam

El 8 de abril de 2017, ETA reveló detalles de depósitos de armas a The Guardian y a la policía francesa a través de los Artesanos de la Paz, y ETA se convirtió en una organización desarmada. La Comisión Internacional de Verificación (CIV), establecida el 28 de septiembre de 2011 para verificar la declaración de ETA de un fin permanente de la violencia, después de seis años, recibió de Jean-Noël Etcheverry, un artesano de la paz, información sobre la ubicación de las armas, municiones y explosivos de ETA. Esta información se transmitió de inmediato a las autoridades francesas pertinentes. La Comisión consideró que este paso constituye el desarme de ETA. En la noche del 8 de abril de 2017, ETA se convirtió en una organización completamente desarmada.

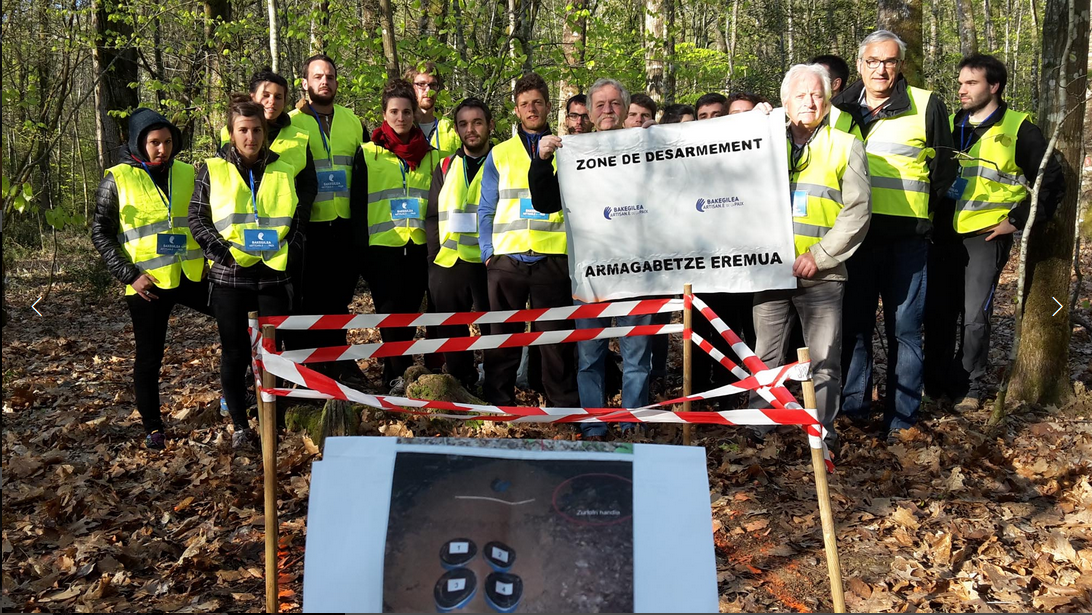
Algunos de los "Artesanos de la Paz" esperan la llegada de la Policía francesa a uno de los depósitos de armas (08/04/2017)

A la espera de la llegada de la policía francesa a todos los depósitos de armas, 172 artesanos permanecieron junto a los alijos para su custodia como observadores, aunque a priori esa labor no era estrictamente correcta desde el punto de vista legal. La semana previa a la fecha límite estuvo llena de expectativas, contactos, declaraciones públicas y programas de debate en los medios de comunicación. El 8 de abril, la sociedad civil salió a la calle para apoyar la decisión de ETA de entregar las armas y celebrar la paz, con miles de personas asistiendo a una multitudinaria concentración en el centro de Bayona. Unos días antes, se celebró una reunión tripartita secreta que reunió a los tres principales representantes institucionales vascos y al mediador de paz Ram Manikkalingam.